# Hölzerne Kapelle

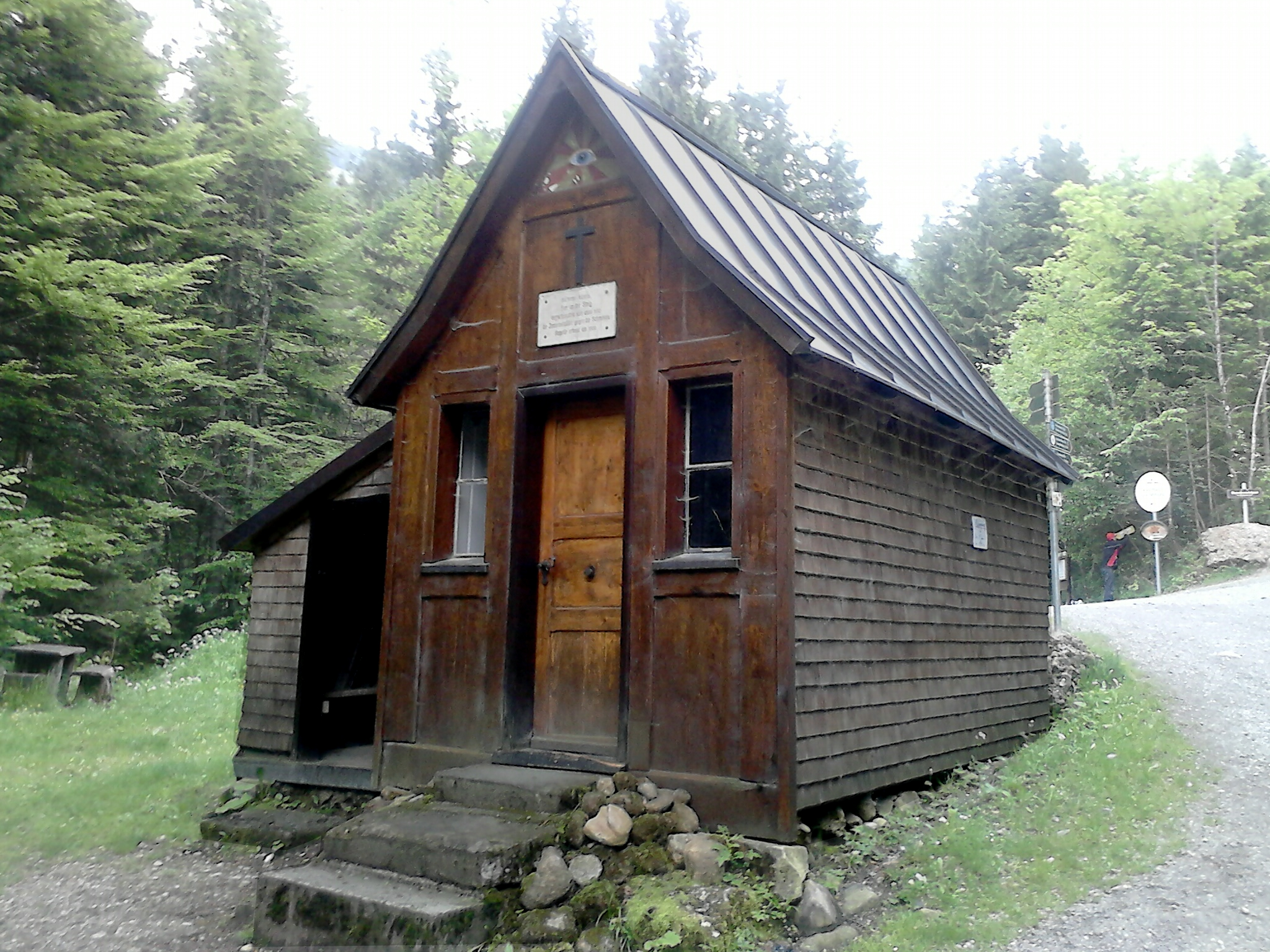
Die Hölzerne Kapelle

Die Hölzerne Kapelle, im Dialekt und laut Inschrift das „hilze Kappelle“ genannt, ist eine Kapelle oberhalb der Stadt Immenstadt im Allgäu. Das Gebäude steht unter Denkmalschutz.

## Geschichte
Im 17. Jahrhundert siedelten sich Bewohner Immenstadts aus Angst vor der Pest und den schwedischen Truppen oberhalb des Steigbachtobels in der Nähe der Möserbrücke an. Dort errichteten sie im Jahr 1632 eine Kapelle aus Stein, die der heiligen Anna und dem heiligen Joachim geweiht war. Im Jahr 1800 wurde sie offenbar abgerissen. Eine unweit der steinernen Kapelle errichtete Holzkapelle wurde im Jahr 1745 erstmals erwähnt. Auch diese existiert nicht mehr. Die jetzige hölzerne Kapelle stammt aus dem frühen 19. Jahrhundert. Sie wurde dem heiligen Wendelin, Schutzpatron der Hirten und Tiere, geweiht. Einst war sie mit spätgotischen Figuren der Heiligen Sebastian und Rochus ausgestattet. Diese befinden sich inzwischen aber in der Pfarrkirche St. Nikolaus. Die Hölzerne Kapelle ist mit einer Holzfigur und mehreren Votivbildern geschmückt.
Der Rechteckbau mit Satteldach besitzt seitlich einen Anbau, der als Schutzhütte genutzt werden kann.
Die Hölzerne Kapelle steht an einem Kreuzungspunkt verschiedener Wanderwege und wurde schon früh als Orientierungshilfe bei Bergtouren genutzt. In einem Wanderführer aus dem Jahr 1874 wird sie z. B. in Beschreibungen von Touren von Immenstadt durch den Steigbachtobel auf den Stuiben über das Almagmach, auf den Mittagberg, auf den Steineberg und auf das Immenstädter Horn erwähnt.